# 東京馬拉松
東京馬拉松（日語：東京マラソン）由日本田徑聯盟（日本陸上競技連盟）與東京都合組的常設機構一般財團法人東京馬拉松基金會（一般財団法人東京マラソン財団）主辦，2007年起每年舉行一次，是世界馬拉松大滿貫之一（其他五個分別是倫敦馬拉松、柏林馬拉松、芝加哥馬拉松、紐約馬拉松和波士頓馬拉松），也是世界田径白金标牌马拉松赛事。此賽事取代1980年至2006年舉辦的東京國際馬拉松。

## 历史
第一届东京马拉松于2007年2月18日举办。然而，在2007年之前的几年，东京马拉松实际上包括了两个马拉松比赛——偶数年举行的东京国际马拉松赛和奇数年举行的东京-纽约友谊国际马拉松赛。在1981年，两项马拉松比赛都举行了。然而，由于不可能在同一个城市同一个月同时举办两场马拉松比赛，从1982年开始，两项比赛以交替的形式开始举办。
2007年的东京马拉松也是2007年大阪世界田径锦标赛的日本运动员选拔赛。参加者的总数被定为3万人，其中，25000人报名参加了马拉松，5000人报名参加了10公里跑。
肯尼亚运动员丹尼尔·恩延加和日本运动员新谷仁美分别获得第一届东京马拉松的男女组冠军。2010年，日本运动员藤原正和是第一个获得东京马拉松男子组冠军的本土选手。
受2019冠状病毒病疫情影响，2020年东京马拉松仅限精英运动员参赛。2021年东京马拉松延期到2022年3月6日进行，而2022年东京马拉松则不再举办，取得2022年参赛资格的运动员可以选择参加2021年（推迟到2022年）、2023年和2024年的其中一届东京马拉松参赛。此外所有海外选手都被禁止参赛，参赛名额也自动延续到2023年。
2021年东京马拉松，来自肯尼亚的埃利乌德·基普乔盖和布里吉德·科斯蓋分别获得男女组冠军，都创造了东京马拉松最好成绩。
2022年6月23日，東京馬拉松基金會宣佈2023年《東京馬拉松》正式恢復原有賽事規模，重新開放讓世界各地跑手參賽，名額也恢復疫前的38000名，舉行日期定於2023年3月5日，2022年8月29日至9月9日接受公眾報名，10月4日公佈抽籤結果。是屆的主題為「One Step Ahead」，象徵東京馬拉松走出疫情，重新面向世界，呼籲參加者繼續向前邁進。
2024年东京马拉松，来自肯尼亚的本森·基普鲁托和来自埃塞俄比亚的苏图梅·克贝德分别获得男女组冠军，刷新了东京马拉松赛事纪录。

## 比賽路線
粗体为变更后的路线。

### 2021年后
東京都廳舍前→（都庁通り）→都庁南交差点→（南通り）→議事堂南交差点→（議事堂通り）→議事堂北交差点→【这段赛道和2017年以来的赛道相同】→飯田橋交差点→（外堀通り）→水道橋交差点→（白山通り）→神保町交差点→【这段赛道和2017年以来的赛道相同】→須田町交差点→（中央通り）→上野広小路交差点（折り返し）→須田町交差点→【这段赛道和2017年以来的赛道相同。10公里赛道不经过上野广小路，而是直接从须田町到日本桥。】→芝五丁目交差点→（第一京浜）→札の辻交差点付近（折返点）→【以下和2017年以来的赛道相同】
简洁版：東京都廳舍 -> 飯田橋 -> 日本桥（10公里终点） -> 浅草 ->江东（中途点） -> 日本桥 -> 银座 -> 芝 -> 品川 -> 日比谷公園 -> 东京站（皇居外苑）（全程马拉松终点）

### 2017–2020
東京都廳舍前→（都庁通り）→都庁北交差点→（北通り・都道新宿副都心8号）→新都心歩道橋下交差点→（青梅街道・靖国通り・外堀通り）→飯田橋交差点→（目白通り）→飯田橋一丁目交差点→（専大通り）→西神田交差点→（専大通り）→専大前交差点→（靖国通り）→須田町交差点→（中央通り）→日本橋交差点→（永代通り）→茅場町一丁目交差点→（新大橋通り）→浜町中ノ橋交差点→（清洲橋通り）→東日本橋交差点→（清杉通り）→浅草橋南交差点→（江戸通り）→蔵前一丁目交差点→駒形橋西詰→浅草寺雷門前→吾妻橋西詰→駒形橋西詰→蔵前一丁目交差点→（蔵前橋通り）→石原一丁目交差点→（清澄通り）→門前仲町交差点→（永代通り）→富岡八幡宮前（折り返し）→（同じルートを戻る）→蔵前一丁目交差点→（江戸通り・清杉通り・清洲橋通り・新大橋通り・永代通り）→日本橋交差点→（中央通り）→銀座四丁目交差点→（晴海通り）→日比谷交差点→（日比谷通り）→芝五丁目交差点→（第一京浜）→品川駅手前（折り返し）→芝五丁目交差点→（日比谷通り）→ 日比谷交差点→（日比谷通り）→和田倉門→東京站前・行幸通りフィニッシュ (42.195km)
(全馬拉松賽事的終點)(全馬拉松42.195km)

### 2007–2016
東京都廳舍前→（都庁通り）→都庁北交差点→（北通り・都道新宿副都心8号）→新都心歩道橋下交差点→（青梅街道・靖国通り・外堀通り）→飯田橋交差点→（目白通り）→飯田橋一丁目交差点→（専大通り）→西神田交差点→（水道橋西通り・内堀通り）→祝田橋交差点→（内堀通り）→日比谷交差点→（日比谷通り）→芝五丁目交差点→（第一京浜）→品川站手前→（第一京浜）→芝五丁目交差点→（日比谷通り）→ 日比谷交差点→（晴海通り）→銀座四丁目交差点→（中央通り）→日本橋交差点→（永代通り）→茅場町一丁目交差点→（新大橋通り・清洲橋通り・清杉通り・江戸通り）→駒形橋西詰→淺草寺雷門前→吾妻橋西詰→駒形橋西詰→日本橋交差点→銀座四丁目交差点→（晴海通り）→築地→（佃大橋・朝潮大橋・春海橋）→豐洲→東雲一丁目→（都橋通り）→東京國際展示場（江東區有明）  (全馬拉松賽事的終點)(全馬拉松42.195km)

## 時間限制
- 全程馬拉松：7小時
- 10K組：1小時40分

## 歷屆冠軍

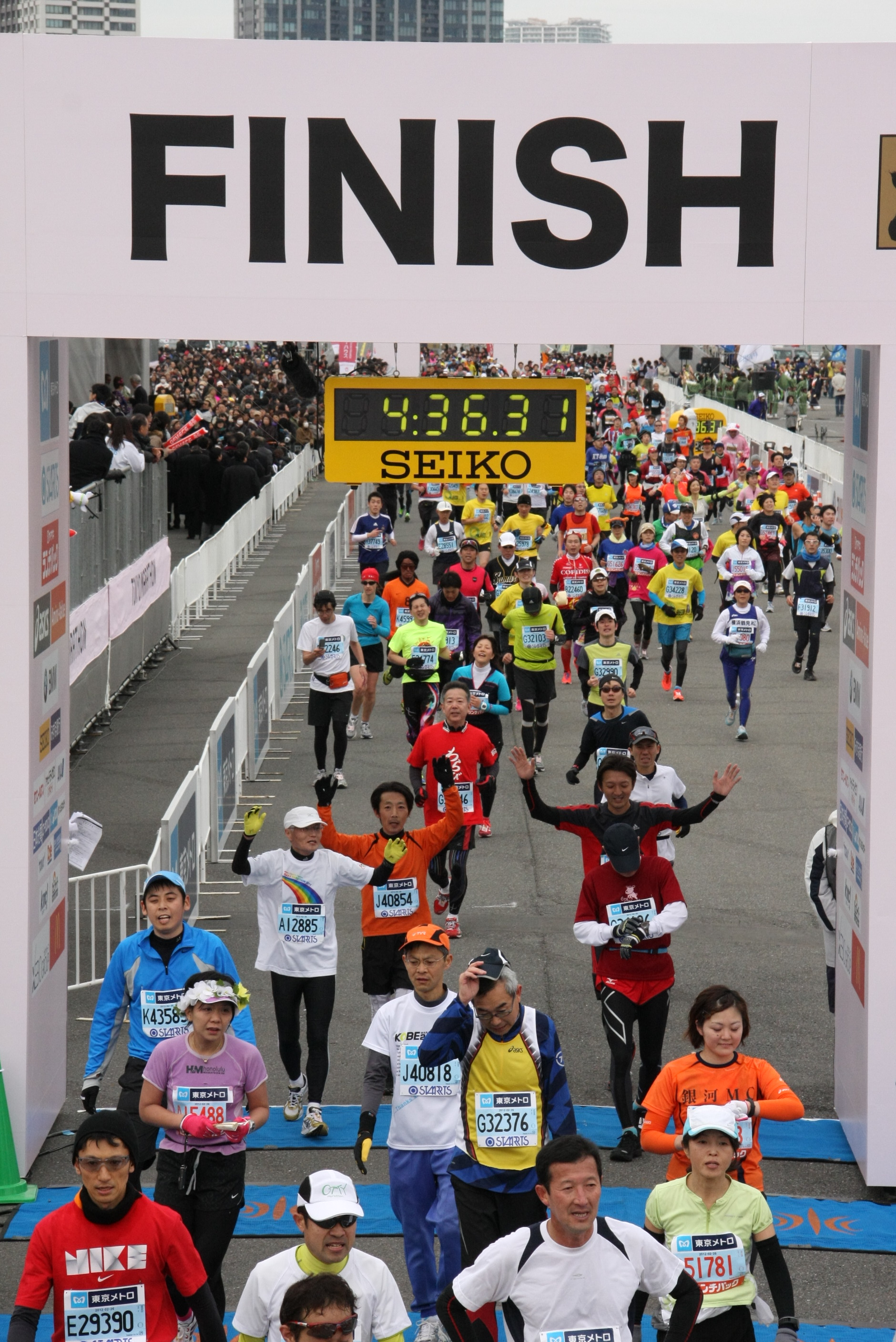
2012年的東京馬拉松

賽事紀錄:     (以粗體顯示)
| 年度 | 男子                   | 國家     | 時間    | 女子                   | 國家     | 時間    | 參考          |
| ---- | ---------------------- | -------- | ------- | ---------------------- | -------- | ------- | ------------- |
| 2007 | 丹尼尔·恩延加          |          | 2:09:45 | 新谷仁美               | 日本     | 2:31:01 | [ 8 ]         |
| 2008 | Viktor Röthlin         | 瑞士     | 2:07:23 | Claudia Dreher         | 德国     | 2:35:35 | [ 9 ] [ 10 ]  |
| 2009 | Salim Kipsang          |          | 2:10:27 | Mizuho Nasukawa        | 日本     | 2:25:38 | [ 11 ]        |
| 2010 | 藤原正和               | 日本     | 2:12:19 | Alevtina Biktimirova   | 俄羅斯   | 2:34:39 | [ 12 ]        |
| 2011 | Hailu Mekonnen         | 衣索比亞 | 2:07:35 | Noriko Higuchi         | 日本     | 2:28:49 | [ 15 ]        |
| 2012 | Michael Kipyego        |          | 2:07:37 | Atsede Habtamu         | 衣索比亞 | 2:25:28 | [ 16 ]        |
| 2013 | 丹尼斯·基普魯托·基梅托 |          | 2:06:50 | 阿貝魯·凱貝蒂          | 衣索比亞 | 2:25:34 | [ 17 ]        |
| 2014 | Dickson Chumba         |          | 2:05:42 | Tirfi Tsegaye          | 衣索比亞 | 2:22:23 | [ 18 ]        |
| 2015 | Endeshaw Negesse       | 衣索比亞 | 2:06:00 | Birhane Dibaba         | 衣索比亞 | 2:23:15 | [ 19 ]        |
| 2016 | 費伊薩·利勒沙          | 衣索比亞 | 2:06:56 | 希拉·基普罗普          |          | 2:21:27 | [ 20 ]        |
| 2017 | 威爾森·克伊普          |          | 2:03:58 | Sarah Chepchirchir     |          | 2:19:47 | [ 21 ] [ 22 ] |
| 2018 | Dickson Chumba         |          | 2:05:30 | Birhane Dibaba         | 衣索比亞 | 2:19:51 | [ 23 ]        |
| 2019 | Birhanu Legese         | 衣索比亞 | 2:04:48 | Ruti Aga               | 衣索比亞 | 2:20:40 | [ 24 ]        |
| 2020 | Birhanu Legese         | 衣索比亞 | 2:04:15 | 洛娜赫·切姆泰·萨尔皮特 | 以色列   | 2:17:45 | [ 25 ]        |
| 2021 | 埃利乌德·基普乔盖      |          | 2:02:40 | 布里吉德·科斯蓋        |          | 2:16:02 |               |
| 2023 | Deso Germisa           | 衣索比亞 | 2:05:22 | Rosemary Wanjiru       |          | 2:16:28 | [ 26 ]        |
| 2024 | 本森·基普鲁托          |          | 2:02:16 | Sutume Kebede          | 衣索比亞 | 2:15:55 | [ 27 ]        |

## 冠军按国籍统计
| 国家/地区 | 男子 冠军 | 女子 冠军 | 男子 轮椅 | 女子 轮椅 | 总计 |
| --------- | --------- | --------- | --------- | --------- | ---- |
| 日本      | 1         | 3         | 12        | 11        | 27   |
| 衣索比亞  | 6         | 7         | 0         | 0         | 13   |
|           | 9         | 4         | 0         | 0         | 13   |
| 瑞士      | 1         | 0         | 3         | 3         | 7    |
|           | 0         | 0         | 1         | 0         | 1    |
| 德国      | 0         | 1         | 0         | 0         | 1    |
| 以色列    | 0         | 1         | 0         | 0         | 1    |
| 俄羅斯    | 0         | 1         | 0         | 0         | 1    |
| 美国      | 0         | 0         | 0         | 1         | 1    |

## 備註
1. ↑  Russian Tatyana Aryasova（英语：Tatyana Aryasova） had originally been declared the winner, but was disqualified in 2012 for failing a drug test.[13][14]

## 連結

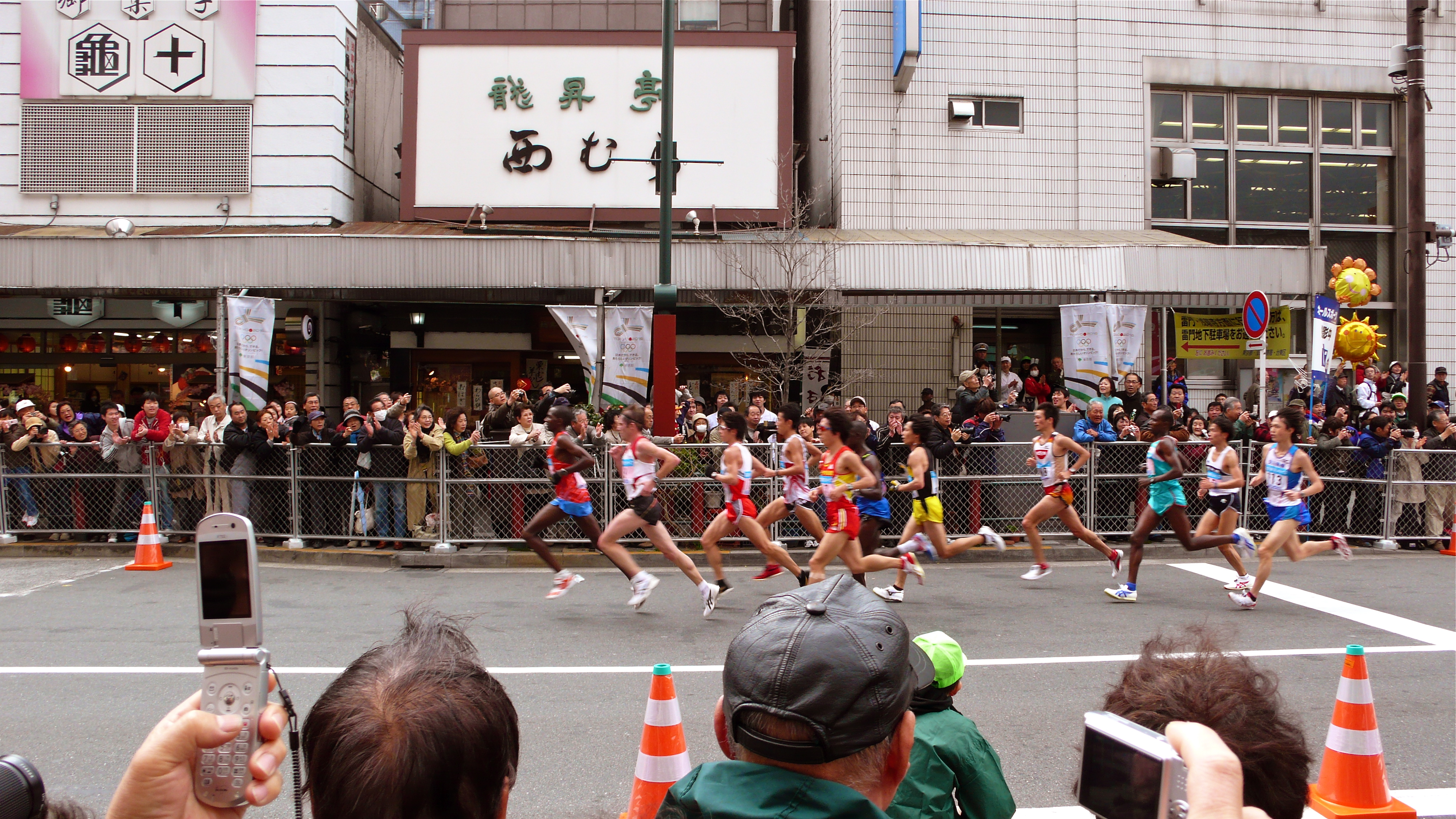
2009年的東京馬拉松

- Tokyo Marathon official website （页面存档备份，存于）